# Diecezja Mahagi-Nioka
Diecezja  Mahagi-Nioka – diecezja rzymskokatolicka w Demokratycznej Republice Konga. Powstała w 1962 jako diecezja Nioka. Pod obecną nazwą od 1967.

## Biskupi diecezjalni
- Thomas Kuba Thowa † (1962–1979)
- Alphonse-Marie Runiga Musanganya † (1980–2001)
- Marcel Utembi (2001–2008)
- Sosthène Ayikuli, od 2010